# Іонний двигун
Іо́нний двигу́н — різновид електричного ракетного двигуна, робочим тілом якого є іонізований газ (ксенон, цезій тощо).

## Принцип дії
Принцип роботи двигуна полягає в іонізації газу і його розгоні електростатичним полем. При цьому, завдяки високому відношенню заряду до маси, можливо розігнати іони до дуже високих швидкостей (понад 210 км/с порівняно з 3-4,5 км/с у хімічних ракетних двигунів). Таким чином, в іонному двигуні можна досягти дуже великого питомого імпульсу. Це дозволяє значно зменшити витрати реактивної маси іонізованого газу порівняно з витратою реактивної маси в хімічних ракетах, але вимагає великих витрат енергії.
Джерелом іонів є газ, зазвичай аргон або водень. Бак із газом розташовується в передній частині двигуна, звідти газ надходить до відсіку іонізації, де утворюється холодна плазма, що розігрівається в наступному відсіку іонним циклотронним резонансним нагріванням. Після нагрівання високоенергетична плазма надходить до магнітного сопла, де магнітним полем формується потік, розганяється і викидається назовні — утворюється тяга.
Недолік двигуна в його нинішніх реалізаціях — дуже слабка тяга (десяті частки Ньютона). Іонний двигун неможливо застосувати для старту з планети, але у відкритому космосі при досить довгій роботі двигуна можливо розігнати космічний апарат до швидкостей, недоступних жодним іншим існуючим видам двигунів.

Принцип роботи іонного двигуна

В існуючих реалізаціях для підтримки роботи двигуна застосовують сонячні батареї. Але для роботи в далекому космосі такий спосіб неприйнятний. Тому вже зараз для цього іноді використовують ядерні установки.

## Історія
Принцип іонного двигуна досить давно відомий і широко представлений у фантастичній літературі, комп'ютерних іграх і кінематографі, але для космонавтики став доступний тільки останнім часом.
1960 року у США в NASA Lewis Research Center створили перший функціонуючий широко-променевий (broad-beam) іонний електростатичний двигун. 1964 року відбулась перша успішна суборбітальна демонстрація іонного двигуна (SERT I), тест на здійсненість нейтралізації іонного променя в космосі.
1970 року відбулось випробування тривалої роботи ртутних іонних електростатичних двигунів у космосі (SERT II). З 1970-х років іонні двигуни на ефекті Холла застосовували в СРСР як навігаційні (двигуни СПД-60 застосовували в 1970-х роках на супутниках «Метеор», СПД-70 — на супутниках «Космос» і «Луч» у 1980-х, СПД-100 — на кількох супутниках у 1990-х).
Як основний (маршовий) іонний двигун вперше застосовано на космічному апараті Deep Space 1 (перший запуск двигуна відбувся 10 листопада 1998 року). Наступними апаратами стали європейський місячний зонд Смарт-1, запущений 28 вересня 2003 року, і японський апарат Хаябуса, запущений до астероїда в травні 2003 року.
Наступним апаратом NASA, який мав маршовий іонний двигун, стала (після кількох заморожувань і відновлень роботи) АМС Dawn, яка стартувала 27 вересня 2007 року. Dawn призначена для вивчення Вести і Церери, і мала три двигуни NSTAR, успішно випробуваних на Deep Space 1.
Європейське космічне агентство встановило іонний двигун на борту супутника GOCE, запущеного 17 березня 2009 року на наднизьку навколоземну орбіту висотою приблизно 260 км. Іонний двигун у постійному режимі створює імпульс, компенсуючи атмосферне тертя та інший негравітаційний вплив на супутник.
ЄКА застосувала іонний двигун у меркуріанській місії BepiColombo (запуск 2018 року). Він базується на двигуні зі Смарт-1, але потужніший.
Для проєкту НАСА ««Прометей»» розробляється потужний іонний двигун, що живиться електрикою від бортового ядерного реактора. Передбачається, що вісім таких двигунів зможуть розігнати апарат до 90 км/с. Перший апарат цього проєкту Jupiter Icy Moons Explorer планували відправити до Юпітера 2017 року, проте розробку припинили 2005 року через технічні труднощі. Станом на початок 2013 року тривав пошук простішого проєкту АМС для першого випробування за програмою «Прометей».